# Morozivka, Brusîliv
Morozivka (în ucraineană Морозівка) este localitatea de reședință a comunei Morozivka din raionul Brusîliv, regiunea Jîtomîr, Ucraina.

## Demografie
Componența lingvistică a localității Morozivka
     Ucraineană (93,46%)
     Rusă (5,76%)
     Alte limbi (0,7%)
Conform recensământului din 2001, majoritatea populației localității Morozivka era vorbitoare de ucraineană (93,46%), existând în minoritate și vorbitori de rusă (5,76%).